# Burg Häringstein
Die Burg Häringstein, auch Ebinger Schlossfels genannt, ist der Rest einer Spornburg auf dem Schlossfelsen über dem Tal der Schmiecha etwa 1000 Meter nordöstlich des Stadtteils Ebingen der Stadt Albstadt im Zollernalbkreis in Baden-Württemberg.

## Geografische Lage
Die ehemalige Burg Häringstein liegt auf einer Anhöhe, welche sich nordöstlich von Ebingen befindet, gegenüber dem Ochsenberg und dem Malesfelsen auf einer Höhe von 953 Metern auf dem Schlossfels. Der heutige Aussichtsturm ermöglicht einen schönen Ausblick auf den Talgang und bei schönem Wetter sogar auf die Schweizer Alpen.

## Geschichte
Die Burg wurde um 1100 von den Herren von Ebingen oder den Herren von Häringstein erbaut und in der ersten Hälfte des 13. Jahrhunderts aufgegeben.
Die ehemalige Burganlage, heute im Besitz der Stadt Albstadt, verfügte über eine nierenförmige Kernburg von 17 mal 28 Meter und ein doppeltes Wall-Graben-System zur östlichen Hangseite hin.
Der Name „Häringstein“ (Heringstein) kommt von einem Flurstück am Fuß des Schlossfelsens, welches namentlich auf das Adelsgeschlecht derer von Haeringstein zurückzuführen ist.

## Schlossfelsenturm

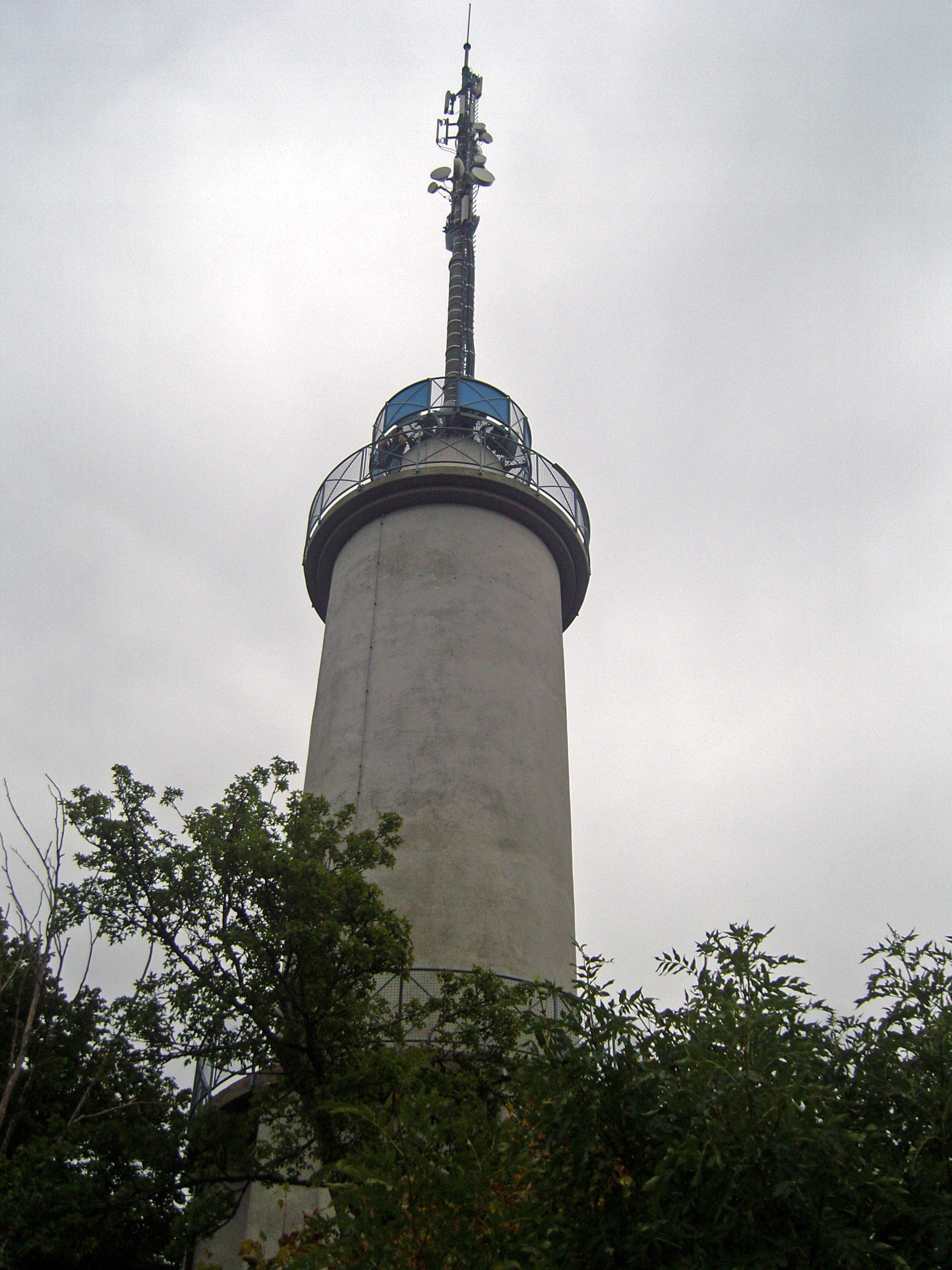
Schlossfelsenturm

Nach archäologischen Ausgrabungen im Jahre 1881 wurde an der damaligen Stelle der Burg Häringstein im Jahre 1899 ein 24 Meter hoher Aussichtsturm errichtet, welcher noch heute über dem Stadtteil Ebingen thront und als Wahrzeichen Ebingens gilt. Der Aussichtspunkt ist über einen Fußweg vom Freizeitgelände Waldheim Ebingen aus erreichbar. Direkt unter dem Schlossfelsenturm befindet sich die sogenannte Hexenküche, eine Höhle. In den Jahren 1960/61 wurde der Turm von der Stadt Ebingen neu gestaltet. 1991–1993 wurde der Turm grundlegend saniert und neu verputzt. Die obere Aussichtsplattform liegt auf einer Höhe von 972 m ü. NN, der untere Ring liegt auf 960,22 m ü. NN.